# Igreja de Nossa Senhora da Piedade (Ponta Garça)

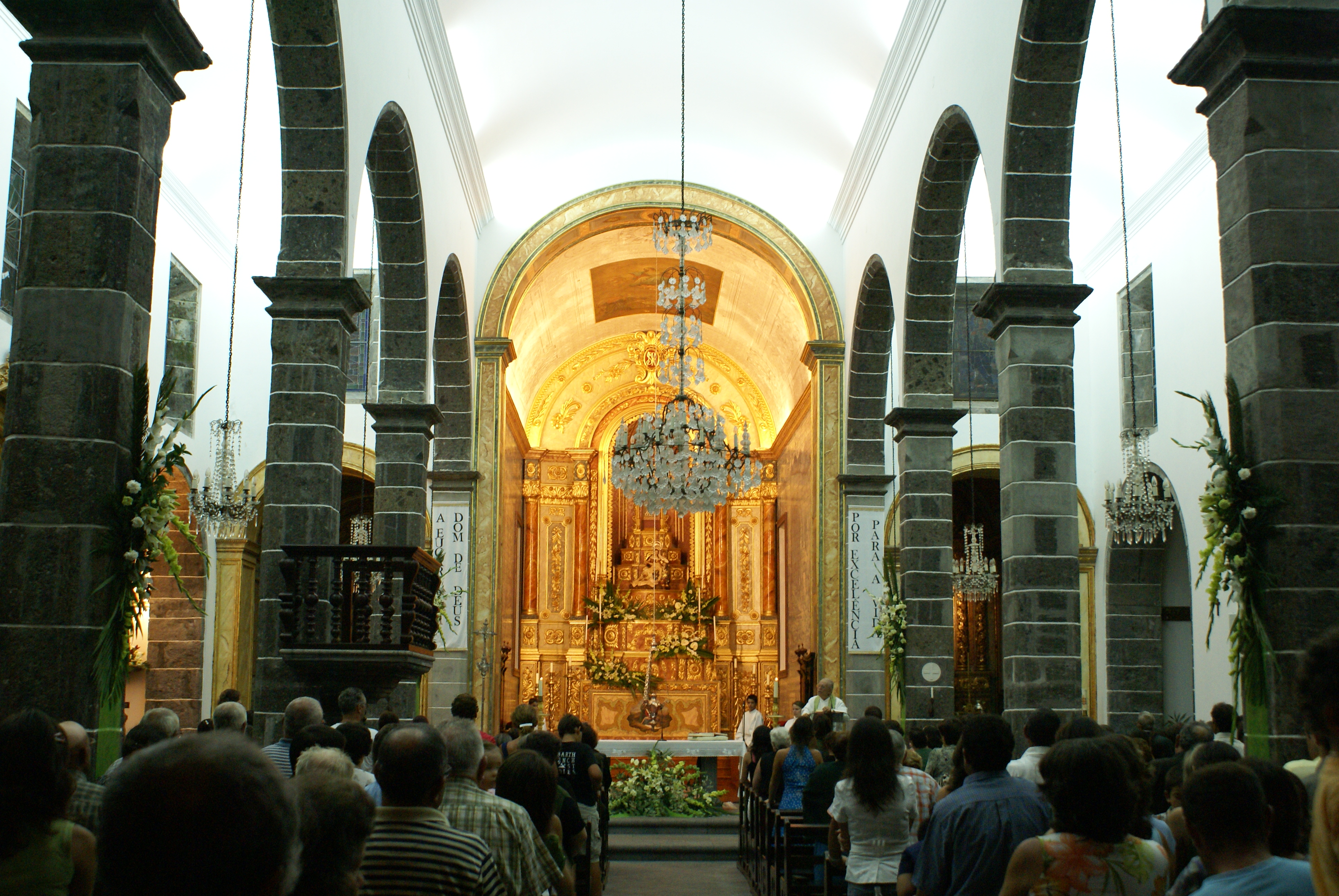
Igreja de Nossa Senhora da Piedade, nave central.

A Igreja de Nossa Senhora da Piedade localiza-se na freguesia de Ponta Garça, concelho de Vila Franca do Campo, na ilha de São Miguel, Região Autónoma dos Açores, em Portugal.

## História
A primitiva igreja de Nossa Senhora da Piedade no lugar de Ponta Garça já se encontrava construída na primeira metade do século XVI, por iniciativa da devoção de Lopo Anes de Araújo. Era um templo de acanhadas dimensões, conforme se depreende da carta de visitação de 15 de Janeiro de 1696.
Em 1743 encontrava-se muito consertada, com azulejos nas paredes. Alguns anos mais tarde, entretanto, em Dezembro de 1765, o então bispo da Diocese de Angra, D. António Caetano da Rocha encontrou-a muito decaída. Procedeu-se então a diversas reparações e, em 1799, o teto foi completamente substituído e seguras as vidraças.
No século XIX, diante do crescimento da população, tornou-se necessário erguer um novo templo, o que foi feito em torno do primitivo. Essa obra estaria concluída em 1830, data assinalada no frontispício do atual templo.
No primeiro quartel do século XX, encontrava-se em precárias condições de conservação, pelo que, de 1924 a 1928, foi objecto de grande campanha de restauro, por iniciativa do seu vigário, padre Francisco de Medeiros Simas, com o concurso de esmolas, de contribuições de emigrantes residentes nos Estados Unidos da América, e a mão-de-obra dos paroquianos. Na ocasião foram adquiridas novas imagens, painéis de azulejos e vistosas telas para a capela-mor.
Alguns altares deste templo, como por exemplo o do Santíssimo Sacramento e o de Santo António, são  muito antigos, com irmandades que remontam aos séculos XVII e XVIII.